# Кукова Острва на Светском првенству у атлетици у дворани 2008.
Кукова Острва су други пут учествовала на Светском првенству у атлетици у дворани 2008. одржаном у Валенсијиу од 7. до 9. марта. Репрезентацију Кукових Острва представљала је једна такмичарка, која се такмичила у трци на 60 метара.
На овом првенству такмичарка Кукових Острва није освојила ниједну медаљу али је остварила лични рекорд.

## Учесници
Жене:
- Маки Саманта Локингтон — 60 м

## Резултати

### Жене
| Атлетичарка            | Дисциплина | Лични рекорд | Квалификација | Квалификација | Полуфинале            | Полуфинале            | Финале                | Финале       | Детаљи |
| Атлетичарка            | Дисциплина | Лични рекорд | Резултат      | Место         | Резултат              | Место                 | Резултат              | Место        | Детаљи |
| ---------------------- | ---------- | ------------ | ------------- | ------------- | --------------------- | --------------------- | --------------------- | ------------ | ------ |
| Маки Саманта Локингтон | 60 м       |              | 8,69 ЛР       | 7. у гр. 1    | Није се квалификовала | Није се квалификовала | Није се квалификовала | 35 / 35 (36) |        |